# Brandon (Suffolk)
Brandon – miasto i civil parish w Wielkiej Brytanii, w Anglii, w hrabstwie Suffolk, w dystrykcie West Suffolk. W 2011 civil parish liczyła 9145 mieszkańców. 
Brandon jest wspomniana w Domesday Book (1086) jako Brandona/Brantona. Po II wojnie światowej w mieście osiedliła się znaczna grupa polskich żołnierzy. Obecnie spora grupa imigrantów z Portugalii, Polski, Litwy, Łotwy i Rosji.